# 群馬県の登録有形文化財一覧

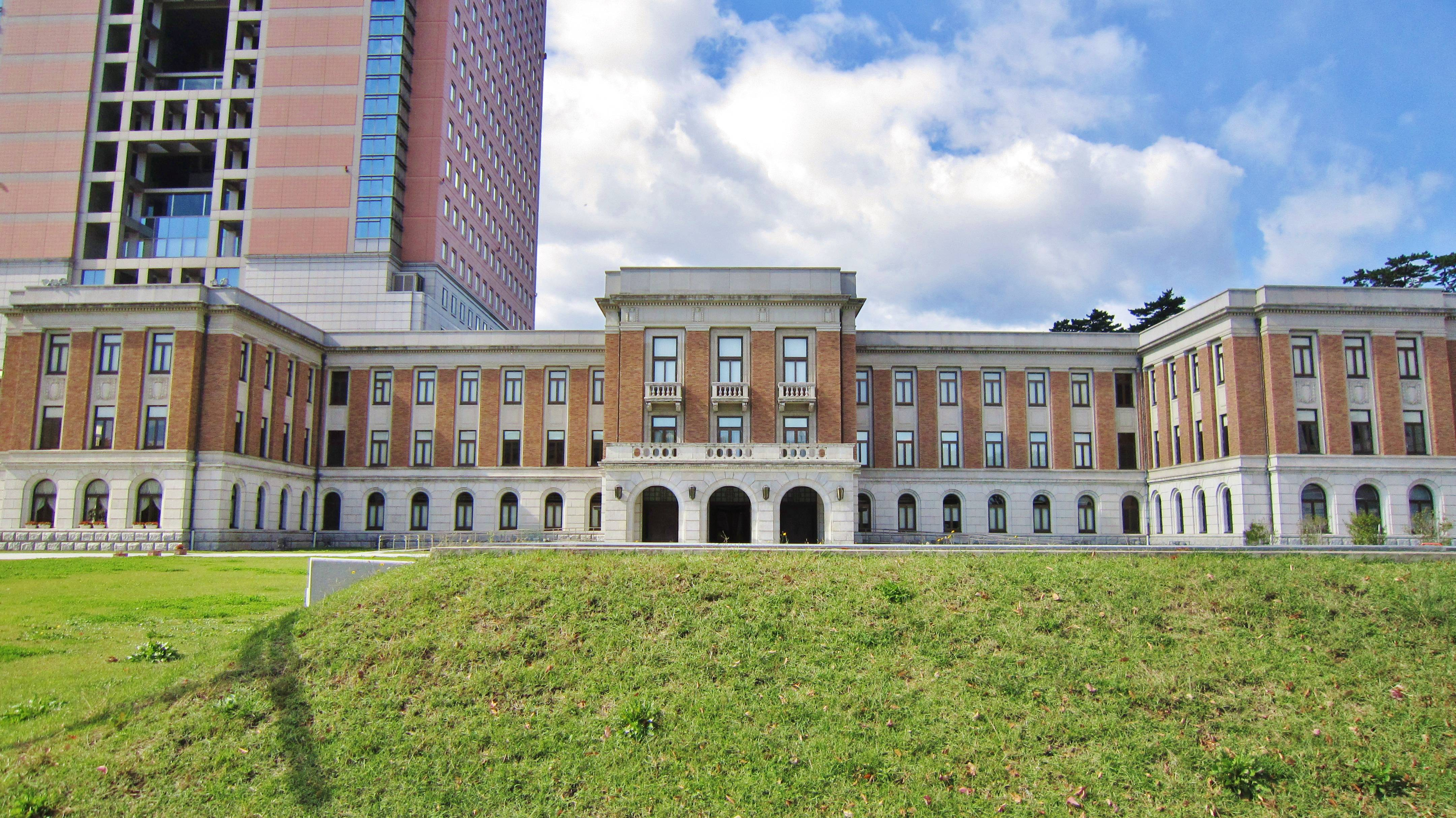
群馬県庁昭和庁舎

群馬県の登録有形文化財一覧（ぐんまけんのとうろくゆうけいぶんかざいいちらん）は、群馬県にある登録有形文化財（国登録）の一覧。

## 概説
2024年現在、群馬県内には342件の建造物の登録有形文化財があり、建造物では他に群馬・栃木県境に立地するわたらせ渓谷鐵道笠松トンネルが登録されている。重要伝統的建造物群保存地区がある桐生市に多くの文化財が集中している傾向がある。また美術工芸品として1件（相澤忠洋蒐集考古資料）が登録され、岩宿博物館に収蔵されている。
なお群馬県に所在する重要文化財指定の建造物（石造文化財を除く）は24件となっている。登録有形文化財から重要文化財に昇格したものは未だ無い。市町村指定文化財に指定され抹消されたものは3件、焼失等により抹消されたものはないが、解体等により抹消されたものは5件ある。

## 前橋市
- 群馬県庁本庁舎（1996年登録）
- 群馬会館（1996年登録）
- 前橋市水道資料館（旧浄水構場事務所）（1996年登録）
- 前橋市浄水場配水塔（1996年登録）
- 萩原家住宅主屋座敷（1999年登録）
- 萩原家住宅旧繭蔵（1999年登録）
- 広瀬川美術館（旧近藤嘉男アトリエ及び絵画教室ラ・ボンヌ）（1999年登録）
- 前橋カトリック教会聖堂（2001年登録）
- 旧安田銀行担保倉庫（協同組合前橋商品市場倉庫）（2004年登録）
- 上毛電気鉄道大胡駅駅舎（2007年登録）
- 上毛電気鉄道大胡駅電車庫（2007年登録）
- 上毛電気鉄道大胡駅変電所（2007年登録）
- 上毛電気鉄道大胡駅受電鉄塔（2007年登録）
- 上毛電気鉄道大胡駅避雷鉄塔（2007年登録）
- 上毛電気鉄道大胡駅中継鉄塔（2007年登録）
- 上毛電気鉄道大胡駅引留鉄塔（2007年登録）
- 上毛電気鉄道荒砥川橋梁（2007年登録）
- 前橋市中央児童遊園（るなぱあく）もくば館（2007年登録）
- 前橋市中央児童遊園（るなぱあく）旧ラジオ塔（2007年登録）
- 旧勝山社煉瓦蔵（2008年登録）
- 上毛電気鉄道粕川橋梁（2009年登録）
- 旧本間酒造店舗兼主屋（2016年登録）
- 旧本間酒造酒蔵及び釜屋（2016年登録）
- 旧大竹酒造煉瓦蔵（2016年登録）

## 高崎市
- 吉田家住宅和泉庄御殿（2000年登録）
- 高崎白衣大観音像（2000年登録）
- 小見家住宅（水村園）新座敷（2000年登録）
- 小見家住宅（水村園）着物蔵（2000年登録）
- 小見家住宅（水村園）味噌蔵（2000年登録）
- 小見家住宅（水村園）新蔵（2000年登録）
- 小見家住宅（水村園）前蔵（2000年登録）
- 小見家住宅（水村園）湯殿（2000年登録）
- 小見家住宅（水村園）レンガ蔵（2000年登録）
- 小見家住宅（水村園）隠居屋（2000年登録）
- 水琴亭（2001年登録）
- 豊田屋旅館本館（2003年登録）
- 一宮家住宅（般若坊）主屋（2006年登録）
- 一宮家住宅（般若坊）長屋門（2006年登録）
- 門倉家住宅（善徳坊）主屋（2006年登録）
- 鐸木家住宅（本坊）門（2006年登録）
- 三沢川砂防堰堤（2006年登録）
- 烏川上流砂防堰堤（2006年登録）
- 榛名川上流砂防堰堤（2006年登録）
- 日本聖公会高崎聖オーガスチン教会聖堂（2008年登録）
- 新島学園短期大学研究棟（旧高崎市立女子高等学校円形校舎）（2018年登録）
- 旧群南村役場庁舎（高崎市歴史民俗資料館）（2020年登録）

## 渋川市
- 伊香保観光ホテル（1998年登録）
- 堀口家住宅店蔵（2000年登録）
- 堀口家住宅主屋（2000年登録）
- 堀口家住宅北蔵（2000年登録）
- 堀口家住宅南蔵（2000年登録）
- 堀口家住宅付属屋（2000年登録）
- 石坂家住宅主屋（2000年登録）
- 石坂家住宅土蔵（2000年登録）
- 横手館本館東棟（2016年登録）
- 横手館本館西棟（2016年登録）

## 太田市
- 片山家住宅主屋（2004年登録）
- 片山家住宅長屋門（2004年登録）
- 片山家住宅北の蔵（2004年登録）
- 片山家住宅南の蔵（2004年登録）
- 片山家住宅下の便所（2004年登録）
- 片山家住宅井戸屋（2004年登録）
- 旧世良田村役場庁舎（2005年登録）
- 旧世良田村役場正門（2005年登録）
- 小川家住宅主屋（2005年登録）
- 小川家住宅蚕室（2005年登録）
- 小川家住宅長屋門（2005年登録）
- 今井酒造店店舗兼主屋（2016年登録）
- 今井酒造店本蔵（2016年登録）
- 今井酒造店新蔵（2016年登録）
- 今井酒造店釜場及び瓶詰場（2016年登録）
- 今井酒造店文庫蔵（2016年登録）
- 今井酒造店煙突（2016年登録）

## 伊勢崎市
- 小茂田家住宅主屋（2004年登録）
- 小茂田家住宅蚕室（2004年登録）
- 小茂田家住宅蔵（2004年登録）
- 小茂田家住宅井戸屋（2004年登録）
- 日本基督教団島村教会教会堂（2008年登録）
- 日本基督教団島村教会島村めぐみ保育園本館（2008年登録）
- 金井義明家住宅主屋（2021年登録）
- 田島善一家住宅主屋（2021年登録）
- 田島達行家住宅主屋（2021年登録）
- 町田清家住宅主屋（2021年登録）
- 田島新一家住宅主屋（2022年登録）

## 桐生市
- 桐生織物会館旧館（1997年登録）
- 水道資料館（元宿浄水場旧事務所）（1997年登録）
- 元宿浄水場喞筒室（1997年登録）
- 元宿浄水場急速濾過場（1997年登録）
- 元宿浄水場調整池（1997年登録）
- 元宿浄水場接合井（1997年登録）
- 水道山記念館（旧配水事務所）（1997年登録）
- 桐生市水道局高区配水池（1997年登録）
- 桐生市水道局低区配水池（1997年登録）
- 桐生市水道局高区量水室（1997年登録）
- 桐生市水道局低区量水室（1997年登録）
- 桐生市立西公民館本館（旧水道事務所）（1997年登録）
- 桐生市立西公民館機械室（旧水道倉庫）（1997年登録）
- 群馬大学工学部同窓記念会館（旧桐生高等染織学校本館・講堂）（1998年登録）
- 群馬大学工学部守衛所（旧桐生高等染織学校門衛所）（1998年登録）
- 旧桐生高等染織学校正門（1998年登録）
- 旧株式会社金芳織物工場事務所（1998年登録）
- 旧株式会社金芳織物工場鋸屋根工場（1998年登録）
- 森合資会社事務所（2005年登録）
- 森合資会社店蔵（2005年登録）
- 森家住宅石蔵（旧穀蔵）（2005年登録）
- MAEHARA 20th（旧合名会社飯塚織物工場）（2005年登録）
- 寺内家住宅旧別荘（2005年登録）
- 旧松岡商店事務所（2005年登録）
- 旧松岡商店蔵（2005年登録）
- 寺内家住宅主屋（2005年登録）
- 無鄰館主屋（旧北川織物工場主屋）（2005年登録）
- 無鄰館事務所（旧北川織物工場事務所）（2005年登録）
- 無鄰館蔵（旧北川織物工場蔵）（2005年登録）
- 無鄰館煉瓦塀一（旧北川織物工場女工宿舎煉瓦造外壁）（2005年登録）
- 無鄰館煉瓦塀二（旧北川織物工場煉瓦塀）（2005年登録）
- 中村弥市商店店舗（2005年登録）
- 中村弥市商店文庫蔵（2005年登録）
- 中村弥市商店新座敷（2005年登録）
- 中村弥市商店石蔵（2005年登録）
- 中村家住宅奥座敷（2005年登録）
- 中村家住宅浴場（2005年登録）
- 中村家住宅門（2005年登録）
- 上毛電気鉄道西桐生駅駅舎（2005年登録）
- 上毛電気鉄道西桐生駅プラットホーム上屋（2005年登録）
- 旧尾関家住宅主屋（2006年登録）
- 旧堀祐織物工場（美容室アッシュキリュウ）（2006年登録）
- 旧曽我織物工場（2006年登録）
- 金善ビル（2006年登録）
- 後藤織物主屋（2006年登録）
- 後藤織物奥座敷（2006年登録）
- 後藤織物工場（2006年登録）
- 後藤織物東蔵（2006年登録）
- 後藤織物西蔵（2006年登録）
- 後藤織物旧釜場（2006年登録）
- 後藤織物井戸屋形（2006年登録）
- 後藤織物給水塔（2006年登録）
- 後藤織物倉庫（2006年登録）
- 後藤織物物置（2006年登録）
- 後藤織物表門及び板塀（2006年登録）
- 森秀織物工場（2006年登録）
- 森秀織物旧現場事務所（経糸整経場）（2006年登録）
- 森秀織物旧物置（八丁撚糸場）（2006年登録）
- 森秀織物旧寄宿舎一（製品加工場）（2006年登録）
- 森秀織物旧寄宿舎二（2006年登録）
- 森秀織物旧撚糸場（2006年登録）
- 森秀織物旧土蔵（2006年登録）
- 森秀織物旧工場（2006年登録）
- 森秀織物旧整経場（2006年登録）
- 森秀織物旧釜場（2006年登録）
- 森島家住宅主屋（2006年登録）
- 森島家住宅東蔵（2006年登録）
- 森島家住宅西蔵（2006年登録）
- 森島家住宅門（2006年登録）
- 森島家住宅内塀（2006年登録）
- 曽我家住宅主屋（2006年登録）
- 曽我家住宅土蔵（2006年登録）
- 曽我家住宅新座敷（2006年登録）
- 曽我家住宅稲荷社（2006年登録）
- 曽我家住宅門（2006年登録）
- 須藤家住宅土蔵（2006年登録）
- 須藤家住宅奥座敷（2006年登録）
- 須藤家住宅主屋（2006年登録）
- 平田家住宅旧店舗（2006年登録）
- 平田家住宅旧店蔵（2006年登録）
- 平田家住宅主屋（2006年登録）
- 平田家住宅土蔵（2006年登録）
- 島田商店店舗（2006年登録）
- 島田商店旧事務所（2006年登録）
- 島田商店旧石蔵（2006年登録）
- 島田商店旧倉庫（2006年登録）
- 島田家住宅主屋（2006年登録）
- 島田家住宅中門（2006年登録）
- 島田家住宅鳥居（2006年登録）
- 藤生家住宅主屋（2007年登録）
- 藤生家住宅隠居屋（2007年登録）
- 藤生家住宅茶室（2007年登録）
- 藤生家住宅内蔵（2007年登録）
- 藤生家住宅土蔵（2007年登録）
- 藤生家住宅味噌蔵（2007年登録）
- 藤生家住宅物置（2007年登録）
- 藤生家住宅水車小屋及び物置（2007年登録）
- 藤生家住宅盆栽小屋（2007年登録）
- 藤生家住宅薪小屋（2007年登録）
- 藤生家住宅浴室（2007年登録）
- 藤生家住宅稲荷社覆屋（2007年登録）
- 藤生家住宅表門（2007年登録）
- 藤生家住宅中門（2007年登録）
- 藤生家住宅外塀（2007年登録）
- 藤生家住宅東井戸（2007年登録）
- 藤生家住宅西井戸（2007年登録）
- 荻原家住宅主屋（2007年登録）
- 荻原家住宅土蔵（2007年登録）
- 荻原家住宅門及び塀（2007年登録）
- 上毛電気鉄道渡良瀬川橋梁（2007年登録）
- わたらせ渓谷鐵道水沼沢橋梁（2009年登録）
- わたらせ渓谷鐵道不動沢橋梁（2009年登録）
- わたらせ渓谷鐵道江戸川橋梁（2009年登録）
- わたらせ渓谷鐵道城下トンネル（2009年登録）
- わたらせ渓谷鐵道城下橋梁（2009年登録）
- わたらせ渓谷鐵道深沢橋梁（2009年登録）（みどり市との境界上）
- 金子家住宅蔵（2014年登録）
- 金子家住宅倉庫及び旧染場（2014年登録）
- 金子織物株式会社旧鋸屋根工場（2014年登録）
- 金子織物株式会社旧従業員宿舎（2014年登録）
- 小林家住宅（旧小武織物有限会社）主屋（2014年登録）
- 小林家住宅（旧小武織物有限会社）工場（2014年登録）
- 小林家住宅（旧小武織物有限会社）倉庫一（2014年登録）
- 小林家住宅（旧小武織物有限会社）倉庫二（2014年登録）
- 小林家住宅（旧小武織物有限会社）石垣（2014年登録）
- 小林家住宅（旧小武織物有限会社）塀（2014年登録）
- 旧金谷家住宅主屋（2015年登録）
- 旧金谷家住宅蔵（2015年登録）
- 旧株式会社金芳織物工場染色場（2015年登録）
- 旧堀家住宅主屋（2015年登録）
- 旧堀家住宅蔵（2015年登録）
- 旧赤城山鋼索鉄道赤城山頂駅駅舎及びプラットホーム（2018年登録）

## 富岡市
- 北甘変電所（2003年登録）
- 富岡市社会教育館講堂棟（2008年登録）
- 富岡市社会教育館玄関及び事務室棟（2008年登録）
- 富岡市社会教育館講師室棟（2008年登録）
- 富岡市社会教育館和室棟（2008年登録）
- 富岡市社会教育館正門（2008年登録）
- 割烹旅館ときわ荘本館（旧櫛渕家住宅主屋）（2009年登録）
- 割烹旅館ときわ荘土蔵（旧櫛渕家住宅土蔵）（2009年登録）
- 割烹旅館ときわ荘長屋門（旧櫛渕家住宅長屋門）（2009年登録）
- 富岡市講堂（旧富岡尋常高等小学校講堂）（2011年登録）
- 旧一ノ宮町役場庁舎（2012年登録）
- 群馬県立富岡高等学校御殿（旧七日市藩陣屋正殿）（2018年登録）
- 群馬県立富岡高等学校御殿黒門（旧七日市藩陣屋中門）（2018年登録）

## 藤岡市
- 川端家住宅主屋（2001年登録）
- 川端家住宅別荘（2001年登録）
- 川端家住宅奥蔵（2001年登録）
- 川端家住宅質蔵（2001年登録）
- 川端家住宅大門（2001年登録）
- 川端家住宅南穀蔵（2001年登録）
- 川端家住宅東穀蔵（2001年登録）
- 川端家住宅番頭部屋（2001年登録）
- 川端家住宅味噌蔵（2001年登録）
- 川端家住宅物置（2001年登録）
- 川端家住宅木小屋（2001年登録）
- 川端家住宅湯殿（2001年登録）
- 川端家住宅井戸屋形（2001年登録）
- 川端家住宅稲荷社（2001年登録）
- 川端家住宅南塀（2001年登録）
- 川端家住宅西塀（2001年登録）
- 川端家住宅中門（2001年登録）
- 川端家住宅東内塀（2001年登録）
- 川端家住宅南内塀（2001年登録）

## みどり市
- 旧東村花輪小学校校舎（2001年登録）
- 旧東村花輪小学校門柱（2001年登録）
- 旧東村花輪小学校今泉嘉一郎胸像所（2001年登録）
- 旧今泉家住宅主屋（2007年登録）
- 旧今泉家住宅蔵（2007年登録）
- 旧今泉家住宅表門（2007年登録）
- 旧今泉家住宅塀（2007年登録）
- 高草木家住宅主屋（2008年登録）
- 高草木家住宅稲荷社（2008年登録）
- わたらせ渓谷鐵道上神梅駅本屋及びプラットホーム（2009年登録）
- わたらせ渓谷鐵道笠松トンネル（2009年登録）（栃木県日光市との境界上）
- わたらせ渓谷鐵道吉ノ沢架樋（2009年登録）
- わたらせ渓谷鐵道名越トンネル（2009年登録）
- わたらせ渓谷鐵道沢入駅上り線プラットホーム及び待合所（2009年登録）
- わたらせ渓谷鐵道沢入駅下り線プラットホーム及び待合所（2009年登録）
- わたらせ渓谷鐵道神戸駅本屋及び下り線プラットホーム（2009年登録）
- わたらせ渓谷鐵道神戸駅休憩所（2009年登録）
- わたらせ渓谷鐵道神戸駅危険品庫（2009年登録）
- わたらせ渓谷鐵道神戸駅上り線プラットホーム（2009年登録）
- わたらせ渓谷鐵道第二神土トンネル（2009年登録）
- わたらせ渓谷鐵道第一神土トンネル（2009年登録）
- わたらせ渓谷鐵道小中川橋梁（2009年登録）
- わたらせ渓谷鐵道唐沢橋梁（2009年登録）
- わたらせ渓谷鐵道小黒川橋梁（2009年登録）（桐生市との境界上）
- わたらせ渓谷鐵道第三神梅トンネル（2009年登録）
- わたらせ渓谷鐵道第二神梅トンネル（2009年登録）
- わたらせ渓谷鐵道第一神梅トンネル（2009年登録）
- わたらせ渓谷鐵道手振山架樋（2009年登録）
- わたらせ渓谷鐵道大間々駅本屋及び下り線プラットホーム（2009年登録）
- わたらせ渓谷鐵道大間々駅上り線プラットホーム（2009年登録）
- 岡直三郎商店大間々工場店舗兼主屋（2013年登録）
- 岡直三郎商店大間々工場文庫蔵（2013年登録）
- 野口家住宅主屋（2017年登録）

## 館林市
- 分福酒造店舗（1998年登録）
- 正田醤油正田記念館（2004年登録）
- 正田醤油文庫蔵（2004年登録）
- 正田醤油六号蔵（2004年登録）
- 正田醤油七号蔵（2004年登録）
- 正田醤油八号蔵（2004年登録）
- 正田醤油地内稲荷神社（2004年登録）
- 旧館林二業見番組合事務所（2016年登録）

## 沼田市
- 旧土岐家住宅洋館（1997年登録）
- 旧日本基督教団沼田教会紀念会堂（1998年登録）
- 群馬県立沼田高等学校管理教室棟（旧沼田中学校校舎）（2017年登録）
- 群馬県立沼田高等学校屋内運動場（旧沼田中学校講堂）（2017年登録）

## 安中市
- 日本基督教団安中教会教会堂（新島襄記念会堂）（2004年登録）
- 日本基督教団安中教会温古亭（旧牧師館）（2004年登録）
- 日本基督教団安中教会義圓亭（旧柏木義圓書斎）（2004年登録）
- 日本基督教団安中教会宣教師館（旧ベーケン邸）（2004年登録）

## 玉村町
- 重田家住宅主屋（2001年登録）
- 重田家住宅穀蔵（2001年登録）
- 重田家住宅西の蔵（2001年登録）
- 重田家住宅外便所（2001年登録）
- 重田家住宅東の蔵（2001年登録）
- 重田家住宅井戸屋形（2001年登録）
- 重田家住宅表門及び塀（2001年登録）
- 井田家住宅主屋（2014年登録）
- 玉村八幡宮末社国魂神社（旧玉村尋常高等小学校奉安殿）（2014年登録）

## 神流町
- 旧万場町役場土蔵（ギャラリー万）（2008年登録）

## 中之条町
- 積善館山荘（1997年登録）
- 白井屋（2001年登録）
- 町田家住宅主屋（2001年登録）
- 町田家住宅味噌蔵（2001年登録）
- 町田家住宅外蔵（2001年登録）
- 町田家住宅門（2001年登録）
- 町田家住宅塀（2001年登録）
- 旧太子駅ホッパー棟（2021年登録）

## 下仁田町
- 神戸家住宅座敷蔵（双渓堂）（2007年登録）
- 里見家住宅主屋（2007年登録）
- 里見家住宅蔵（2007年登録）
- 里見家住宅味噌蔵（2007年登録）
- 里見家住宅門（2007年登録）
- 荻野家住宅主屋（2009年登録）
- 荻野家住宅店蔵（2009年登録）
- 荻野家住宅北蔵（2009年登録）
- 荻野家住宅南蔵（2009年登録）
- 荻野家住宅物置蔵及び長屋（2009年登録）
- 荻野家住宅新蔵（2009年登録）
- 荻野家住宅防火壁（2009年登録）

## 川場村
- 川場村歴史民俗資料館（旧川場尋常高等小学校校舎）（1998年登録）

## 千代田町
- 光恩寺長屋門（1999年登録）
- 光恩寺庫裏（1999年登録）
- 光恩寺客殿（1999年登録）
- 光恩寺石蔵（1999年登録）

## 甘楽町
- 茂原家住宅主屋（2003年登録）
- 茂原家住宅米蔵（2003年登録）
- 茂原家住宅隠居蔵（2003年登録）
- 茂原家住宅西蔵（2003年登録）

## 長野原町
- 旧草軽電鉄北軽井沢駅駅舎（2006年登録）
- 旧狩宿茶屋本陣（2018年登録）

## 草津町
- 山本館本店（2012年登録）

## みなかみ町
- 法師温泉長寿館本館（2006年登録）
- 法師温泉長寿館別館（2006年登録）
- 法師温泉長寿館大浴場（法師乃湯）（2006年登録）

## 高山村
- 平形家住宅門屋（旧中山郵便局）（1998年登録）

## 美術工芸品
- 相澤忠洋蒐集考古資料（2024年登録） - みどり市岩宿博物館蔵。

## 抹消
解体等による登録抹消
- 住谷家住宅主屋（1997年登録、2005年抹消）
- 住谷家住宅桑屋（1997年登録、2005年抹消）
- 旧麻屋呉服店店舗（2007年登録、2011年抹消）
- 鐸木家住宅（本坊）宿坊（2006年登録、2012年抹消）
- 日本聖公会高崎聖オーガスチン教会旧聖光幼稚園園舎（2008年登録、2018年抹消）